# Бордж-Омар-Дрисс
Бордж-Омар-Дрисс (араб. برج عمر إدريس‎) — город и коммуна на востоке Алжира, в вилайете Иллизи. Входит в состав округа Ин-Аменас.

## Географическое положение

Коммуна Бордж-Омар-Дрисс

Город находится на северо-западе вилайета, на территории одного из оазисов северной Сахары, к югу от хамады Тингерт, на расстоянии приблизительно 1010 километров к юго-востоку от столицы страны Алжира. Абсолютная высота — 360 метров над уровнем моря. 

Коммуна Бордж-Омар-Дрисс граничит с коммунами Дебдеб, Ин-Аменас и Иллизи, а также с территориями вилайетов Таманрассет и Уаргла. Её площадь составляет 82 280 км².

## Климат
Климат города характеризуется как аридный жаркий (BWh в классификации климатов Кёппена). Осадки в течение года практически отсутствуют (среднегодовое количество — 25 мм). Средняя годовая температура составляет 23,8 °C. Средняя температура самого холодного месяца (января) составляет 11,5 °С, самого жаркого месяца (июля) — 34,5 °С..

## Население
По данным официальной переписи 2008 года численность населения коммуны составляла 5736 человек. Доля мужского населения составляла 52,6 %, женского — соответственно 47,4 %. Уровень грамотности населения составлял 73 %. Уровень грамотности среди мужчин составлял 81,9 %, среди женщин — 62,7 %. 4,5 % жителей Бордж-Омар-Дрисса имели высшее образование, 11,1 % — среднее образование.

## Транспорт
К северу от города проходит национальное шоссе N3. Функционирует одноимённый аэропорт.